# کیلیان ایگناتس دینتسنهوفر
کیلیان ایگناتس دینتسنهوفر (آلمانی: Kilian Ignaz Dientzenhofer؛ ‏چکی: Kilián Ignác Dientzenhofer؛ ‏ ۱ سپتامبر ۱۶۸۹ – ۱۸ دسامبر ۱۷۵۱) معمار سبک باروک، و پیمان‌کار عمومی اهل پادشاهی بوهم بود و پنجمین پسر معمار آلمانی کریستف دینتسنهوفر بود.
از او آثار زیادی در جمهوری چک به‌جا مانده که از جمله، می‌توان به طراحی کلیسای جامع سیریل و متودی مقدس اشاره کرد.